# Пащенко Валентина Сергіївна
Валентина Сергіївна Пащенко — молодший сержант медичної служби Збройних Сил України, учасниця російсько-української війни, що відзначилася у ході російського вторгнення в Україну в 2022 році.

## Життєпис
Валентина Пахомова народилася у квітні 1997 року в місті Пологи Запорізької області. Після закінчення загальноосвітньої школи в рідному місті навчалася у Бердянському медичному коледжі. Після здобуття фаху медичної сестри переїхала до Маріуполя Донецької області, де працювала у другій міській лікарні. Вже там працювала за фахом її рідна сестрою-двійняшка Алла Сковронська, а також певний час мама Людмила Пахомова. З початком повномасштабного російського вторгнення в Україну вона мала змогу виїхати, однак залишилася в Маріуполі. Її пропонували повернутися в декретну відпустку, однак медичка відовилася. Доньку батькам Валентини Пащенко вдалося вивезти з міста до власної домівки в місто Пологи Запорізької області. Сама обіймала військову посаду старшої медичної сестри поліклініки 555-го шпиталю. Рідна сестра незадовго до початку війни народила дитину, тому перебуває в декретній відпустці.
16 березня 2022 року, як ворог остаточно розбомбив приміщення госпіталю перейшла до бункеру заводу «Азовсталь». Там перебувала з колегами медсестрами майже два місяці. Лікувала тяжкохворих і поранених захисників міста та Азовсталі, надавали їм медичну допомогу. 18 травня 2022 року за наказом Президента України, які і всі військові, що утримували «Азовсталь», здалася в полон РФ. Потрапила до колонії в Оленівці. Довгий час перебувала в 6-місній камері дисциплінарного ізолятора (ДІЗО), де з нею жили ще 27 дівчат. 14 жовтня 2022 року її та ще трьох дівчат машиною «Урал» відвезли до Таганрогу в місцеве СІЗО. Там наглядачками були жінки. А звільнили разом із 107-ма заручницями 17 жовтня 2022 року. Рано вранці, вантажним літаком, де вони сиділи «ялинкою», зі зв'язаними руками, очима, до Джанкою в Криму. Знову на «Уралах» повезли у бік Запоріжжя. Вивантажили біля розбитого мосту в районі села Кам'янське. Перейшовши його разом з іншими опинилася на підконтрольній Україні території. Після звільнення перебувала у Дніпрі, де проходила реабілітацію та відновлювала втрачені у полоні документи.

## Родина
Одружена, чоловік Артем Пащенко. В шлюбі в 2019 році народилася донька. Під час війни нею опікуються мама і тато. Має рідну сестру-двійняшку Аллу Сковронську, яка також медик.

## Нагороди
- Орден «За мужність» III ступеня (2022) — за особисту мужність і самовіддані дії, виявлені у захисті державного суверенітету та територіальної цілісності України, вірність військовій присязі[6].